# Cymodopsis beageli
Cymodopsis beageli är en kräftdjursart som beskrevs av Brandt 1998. Cymodopsis beageli ingår i släktet Cymodopsis och familjen klotkräftor. Inga underarter finns listade i Catalogue of Life.